# Joseph Stevens

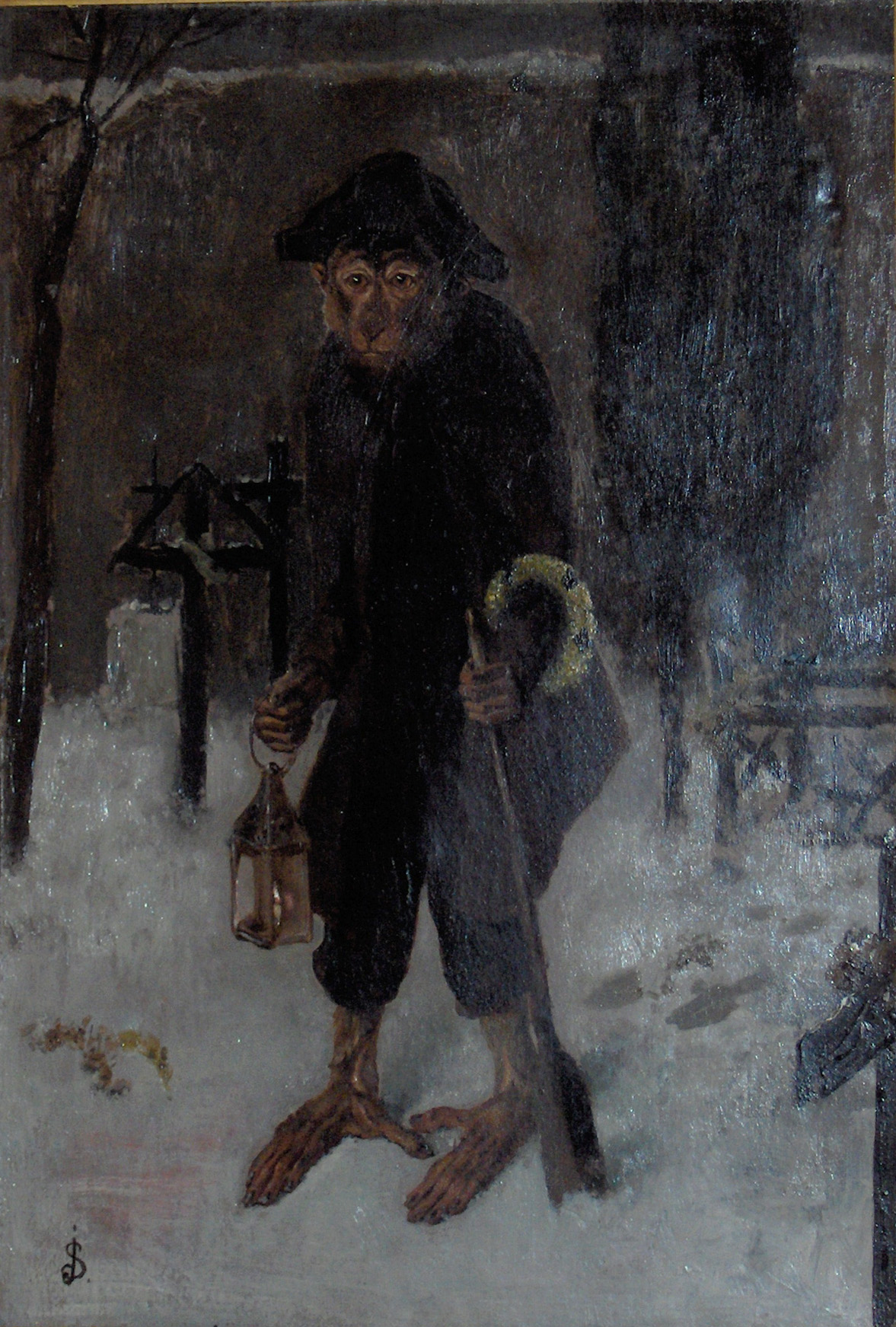
Croque-Mort

Joseph Stevens (* 20. November 1819 (andere Quellen nennen 1816) in Brüssel; † 2. August 1892 ebenda) war ein belgischer Tiermaler und Radierer.

## Leben
Stevens hat sich wie sein Bruder Alfred (1823–1906) ebenfalls in der Pariser Schule gebildet und war als Tiermaler in Brüssel tätig. Im Jahrbuch der Staatlichen Kunstsammlungen in Baden-Württemberg, Band 28 wird er als psychologisierender Tiermaler bezeichnet. Werke von ihm sind im Brüsseler Museum für Moderne Kunst zu sehen.

## Werke (Auswahl)
- Der Hund des Gefangenen
- Eine Brüsseler Straße am Morgen
- Der naschende Affe
- Der Hund mit der Fliege